# De Sebille
De Sebille was een Zuid-Nederlandse adellijke familie.

## Geschiedenis
In 1771 werd adelsbevestiging verleend door keizerin Maria Theresia ten gunste van de kinderen van Iricx Sebille: 
- Ignace-François Joseph de Sebille, heer van Plogne, licentiaat in de rechten, advocaat, ontvanger van de domeinen in Bergen, getrouwd met Marie Antoinette Pepin. Hun zoons die in 1822 adelserkenning verkregen waren:
  - Ignace de Sebille (zie hierna).
  - Louis de Sebille (zie hierna).
  - Albert de Sebille (zie hierna).
- Bernard-Joseph de Sebille, licentiaat in de rechten.
- Marie-Thérèse de Sebille.
- Marie-Catherine de Sebille.

## Ignace de Sebille
- Ignace Leopold Auguste François Joseph de Sebille (Bergen, 10 juni 1789 - Namen 8 mei 1850) werd lid van de Provinciale Staten van Henegouwen. Hij trouwde in 1814 met Jeanne Pierart (1792-1868). Ze kregen vijf dochters en twee zoons.
  - Théodore de Sebille (1826-1910), raadsheer bij het hof van beroep in Luik, trouwde in 1861 met Elise Vouwé (1837-1909). Het echtpaar bleef kinderloos en met zijn dood doofde deze familietak uit.

## Louis de Sebille
- Louis de Sebille (Bergen, 18 januari 1794 - Binche, 3 augustus 1837) trouwde met Marie-Thérèse de Rome (1796-1824). Hij werd lid van het Nationaal Congres.
  - Léopold de Sebille (1822-1883), majoor van de Burgerwacht, trouwde in 1845 met Caroline de Broich (1824-1884).
    - Albert de Sebille (1847-1919), ingenieur van bruggen en wegen, trouwde in 1874 met Idalie Van Dun (1855-1889).
      - Leon de Sebille (1883-1942), landbouwkundige, trouwde in 1920 met Suzanne Manderbach (1887-1949). Met hem doofde deze familietak uit.
        - Suzanne de Sebille (1921-2010) trouwde in 1942 met architect Pierre Guilissen (1920-1989), docent aan de ULB. Zij was de laatste naamdrager van de familie de Sebille.

## Albert de Sebille
Albert Jean Toussaint Octave Joseph de Sebille (Bergen, 1 november 1795 - Saint-Symphorien, 13 september 1867), luitenant bij de dragonders in Franse dienst, promoveerde tot doctor in de rechten en werd advocaat en schepen van Saint-Symphorien. Hij bleef vrijgezel.